# Ружново (Великопольське воєводство)
Ружново (пол. Różnowo) — село в Польщі, у гміні Слесін Конінського повіту Великопольського воєводства.
Населення — 147 осіб (2011).
У 1975-1998 роках село належало до Конінського воєводства.

## Демографія
Демографічна структура станом на 31 березня 2011 року:
|          | Загалом | Допрацездатний вік | Працездатний вік | Постпрацездатний вік |
| -------- | ------- | ------------------ | ---------------- | -------------------- |
| Чоловіки | 74      | 18                 | 45               | 11                   |
| Жінки    | 73      | 14                 | 37               | 22                   |
| Разом    | 147     | 32                 | 82               | 33                   |